# Brüttelen
Brüttelen (frz. Bretiège) ist eine politische Gemeinde im Verwaltungskreis Seeland des Kantons Bern in der Schweiz. Es existiert nur eine Einwohnergemeinde mit diesem Namen, keine eigene Kirchgemeinde.

## Politik
Bei den Nationalratswahlen 2023 betrugen die Wähleranteile in Brüttelen (in Klammern die Veränderung im Vergleich zu den Wahlen 2019 in Prozentpunkten): SVP 52,41 % (+7,16), SP 14,62 % (+2,75), Grüne 10,39 % (−2,30), Mitte 7,26 % (−3,08), glp 6,56 % (−0,53), FDP 4,21 % (−3,45), EDU 1,20 % (+1,20), EVP 0,50 % (−1,73).

## Geographie
Brüttelen liegt im Grossen Moos, einem fruchtbaren Gebiet mit fast schwarzen Böden im Berner Seeland. Die Nachbargemeinden von Norden beginnend im Uhrzeigersinn sind Lüscherz, Finsterhennen, Treiten, Müntschemier, Ins und Vinelz.

## Wirtschaft
Die Landwirtschaftsbetriebe sind vorwiegend im Gemüsebau tätig. Auch verschiedene Handwerksbetriebe sowie ein Holzhandelsunternehmen sind hier ansässig.

## Verkehr
Brüttelen ist mit einer Haltestelle der BTI (seit 1999 Aare Seeland mobil) in die Richtungen Biel/Bienne und Ins erschlossen.

## Geschichte
1917 wurde die bis dahin selbstständige Gemeinde Gäserz mit Brüttelen fusioniert.

## Persönlichkeiten
- Johannes Weber (1752–1799), General der Helvetischen Republik